# أطباء الجانب المظلم
أطباء الجانب المظلم (بالإنجليزية: Doctors of the Dark Side)‏ هو فيلم وثائقي يتناول دور الأطباء وعلماء النفس في تعذيب السجناء. يروي الفيلم قصة أربعة محتجزين، وكيف أن المتخصصين في الرعاية الصحية الذين يعملون لصالح الجيش الأمريكي ووكالة الاستخبارات المركزية طبقوا تقنيات استجواب معززة، وقاموا بتغطية علامات التعذيب في معسكر غوانتانامو وسجن أبو غريب. توثق مقابلات مع خبراء في المجالات الطبية والقانونية والاستخباراتية، بالإضافة إلى أدلة من مذكرات حكومية تم الكشف عنها، كيف أن تعذيب المحتجزين لم يكن ليستمر بدون مساعدة الأطباء.

## طاقم العمل
- إخراج: مارثا ديفيس
- كتابة السيناريو: مارك جوناثان هاريس
- إنتاج: مارثا ديفيس
- التعليق الصوتي: ميرسيدس رويل
- التصوير السينمائي: ليزا رانزلير
- المونتاج: إم. تريفينو
- الموسيقى: ماكسيم موستون
- التوزيع: شيلتر آيلاند

### بطولة
- ديان ديفيس
- جيان موري جيانينو
- لي آرون روزن
- جو تيبيت
- رافائيل وورزل